# 川端秀子
川端 秀子（かわばた ひでこ、1907年（明治40年）2月8日 – 2002年（平成14年）9月7日）は、作家・川端康成の妻。青森県三戸郡八戸町（現・八戸市）出身。旧姓は松林。戸籍名はヒテ。青森県立八戸高等女学校（現・八戸東高等学校）卒業。
1925年（大正14年）、川端康成と出会う。1931年（昭和6年）12月2日入籍。
康成の没後約十年を経た1983年（昭和58年）に回想『川端康成とともに』を発表。2002年（平成14年）9月7日に死去し、近親者のみでの葬儀・告別式が執り行われた。
JR大森駅西口にある天祖神社の石垣には夫・康成の肖像がある「馬込文士村の住人」レリーフなどと共に何点かのレリーフが飾られ、川端秀子の肖像は断髪したモダンガールとして文士村の女性を紹介するレリーフにある。大正末期から馬込文士村ではダンス、麻雀、断髪、離婚など奔放な様式が流行し、その中に秀子がいた。

## 著書等
図書
- 川端秀子『川端康成とともに』新潮社、1983年。ISBN 978-4-10-346001-5。
- 川端秀子「続・川端康成の思い出」『川端康成全集 補巻2 書簡来簡抄』新潮社、1984年。ISBN 978-4-10-643837-0。(付録の月報に収録)
- 川端秀子「出会い」『川端康成 (群像 日本の作家)』小学館、1991年。ISBN 978-4-09-567013-3。

雑誌
- 川端秀子「あの鋭い眼が……――私の夫に就て語る」『文學時代』、新潮社、1929年12月。
- 松島しげ子・杉美代子・波多野美佐子・紙まさ子・川端秀子・柳澤尙子・岡田よし江「グラビヤ 優しき主――七夫人」『婦女界』、婦女界社、1933年11月、8-17頁、全国書誌番号:00020851。
- 川端秀子「特別手記 插話『わが夫・川端康成』 / 川端秀子」『週刊新潮』、新潮社、1975年6月、124-131頁、全国書誌番号:00010852。
- 川端秀子「独占 川端秀子未亡人が沈黙を破った五時間 / 川端秀子」『現代』、講談社、1977年11月、37-69頁、全国書誌番号:00007306。
- 川端秀子、三浦哲郎、福田信之「追悼 松下正寿氏を偲ぶ」『知識』第63号、彩文社、1987年3月、266-271頁、全国書誌番号:00033866。
- 川端秀子「特集 川端文学の花 牧進に開花 めぐりあい / 川端秀子」『月刊美術』、サン・アート、1988年4月、59頁、全国書誌番号:00028238。

対談
- 桐島洋子『人間宣言 : 桐島洋子対談集』ゆまにて出版、1974年。
- 「特別対談 ノーベル賞の夫『没後のてんまつ』川端秀子(川端康成未亡人) ＆ 佐藤寛子(佐藤栄作夫人)」、文藝春秋〈週刊文春〉、1977年6月、全国書誌番号:00010885。
- 「対談 戦前戦後の思い出を語る : 川端秀子 ＆ 堀多恵」『川端康成展』軽井沢高原文庫、1986年8月1日。